# 1920 w muzyce
Wydarzenia muzyczne w 1920 roku.

## Urodzili się
- 3 stycznia – Renato Carosone, włoski pianista, piosenkarz i kompozytor (zm. 2001)
- 8 stycznia – Abbey Simon, amerykański pianista i pedagog (zm. 2019)
- 30 stycznia – Pál Járdányi, węgierski kompozytor i muzykolog (zm. 1966)
- 7 lutego – Oscar Brand, amerykański muzyk folkowy (zm. 2016)
- 12 lutego
  - Yoshiko Ōtaka, japońska piosenkarka i aktorka (zm. 2014)
  - Bill Pitman, amerykański gitarzysta i muzyk sesyjny (zm. 2022)
- 13 lutego – Eileen Farrell, amerykańska śpiewaczka (sopran) (zm. 2002)
- 26 lutego – Michaił Miejerowicz, rosyjski kompozytor i pedagog; Zasłużony Działacz Sztuk RFSRR (1981) (zm. 1993)
- 4 marca – Victor Salvi, amerykański harfista i przedsiębiorca (zm. 2015
- 12 marca – Janina Garścia, polska kompozytorka i pedagog (zm. 2004)
- 17 marca – John La Montaine, amerykański pianista, kompozytor (zm. 2013)
- 21 marca
  - Tadeusz Bursztynowicz, polski reżyser teatralny, współzałożyciel Opery Śląskiej, dyrektor Opery i Operetki Warszawskiej, współzałożyciel i dyrektor Teatru Muzycznego w Szczecinie (zm. 1985)
  - Marian Kouba, polski śpiewak operowy (tenor) (zm. 2014)
- 22 marca – Fanny Waterman, brytyjska pianistka i pedagog (zm. 2020)
- 27 marca – Richard Hayman, amerykański aranżer, harmonijkarz i dyrygent (zm. 2014)
- 6 kwietnia – Joseíto Mateo, dominikański piosenkarz (zm. 2018)
- 7 kwietnia
  - Gino Marinuzzi Jr., włoski dyrygent i kompozytor (zm. 1996)
  - Ravi Shankar, indyjski kompozytor i wirtuoz gry na sitarze (zm. 2012)
- 13 kwietnia
  - (albo 1 kwietnia) – John LaPorta, amerykański klarnecista jazzowy, kompozytor (zm. 2004)
  - Ken Nordine, amerykański wokalista jazzowy i aktor głosowy (zm. 2019)
- 17 kwietnia – Luciano Tajoli, włoski piosenkarz i aktor (zm. 1996)
- 21 kwietnia – Bruno Maderna, włosko-niemiecki dyrygent i kompozytor (zm. 1973)
- 27 kwietnia – Guido Cantelli, włoski dyrygent (zm. 1956)
- 28 kwietnia – John Strauss, amerykański kompozytor muzyki filmowej (zm. 2011)
- 29 kwietnia – Harold Shapero, amerykański kompozytor (zm. 2013)
- 30 kwietnia – Zdzisław Skwara, polski śpiewak i pedagog (zm. 2009)
- 1 maja
  - Pupi Campo, amerykański muzyk, pochodzący z Kuby, perkusista (zm. 2011)
  - Maýa Kulyýewa, turkmeńska śpiewaczka operowa (zm. 2018)
- 3 maja – John Lewis, amerykański pianista jazzowy i kompozytor (zm. 2001)
- 4 maja – Ronald Chesney, brytyjski harmonijkarz i scenarzysta komediowy (zm. 2018)
- 7 maja – Daisy Sweeney, kanadyjska pianistka i organistka, pedagog muzyczny (zm. 2017)
- 10 maja – Bert Weedon, angielski gitarzysta i kompozytor (zm. 2012)
- 12 maja – Irena Anders, polska artystka rewiowa, pieśniarka, działaczka polonijna w Wielkiej Brytanii; druga żona Gen. Władysława Andersa (zm. 2010)
- 13 maja – Zofia Śliwińska, polska śpiewaczka operowa (sopran) (zm. 2021)
- 16 maja – Leopold Tyrmand, polski pisarz i publicysta, popularyzator jazzu w Polsce (zm. 1985)
- 26 maja – Peggy Lee, amerykańska piosenkarka i aktorka (zm. 2002)
- 27 maja – Gwyneth George, walijska wiolonczelistka (zm. 2016)
- 31 maja – Howard H. Scott, amerykański producent muzyczny, współtwórca płyty gramofonowej o prędkości 33⅓ obr./min, zdobywca nagrody Grammy (zm. 2012)
- 1 czerwca – Marie Knight, amerykańska piosenkarka gospel i R&B (zm. 2009)
- 4 czerwca
  - Fedora Barbieri, włoska śpiewaczka operowa (mezzosopran) (zm. 2003)
  - Britt Woodman, amerykański puzonista jazzowy (zm. 2000)
- 11 czerwca – Shelly Manne, amerykański perkusista jazzowy (zm. 1984)
- 15 czerwca – Alberto Sordi, włoski aktor, piosenkarz i reżyser (zm. 2003)
- 2 lipca – Herbie Harper, amerykański puzonista jazzowy (zm. 2012)
- 9 lipca – Joseph Eger, amerykański dyrygent i waltornista (zm. 2013)
- 17 lipca – James Arkatov, amerykański wiolonczelista, założyciel Los Angeles Chamber Orchestra (zm. 2019)
- 18 lipca – Waldemar Voisé, polski historyk nauki i kultury, filozof, prawnik, muzykolog, poliglota (zm. 1995)
- 19 lipca – Robert Mann, amerykański skrzypek, kompozytor i dyrygent (zm. 2018)
- 21 lipca – Isaac Stern, amerykański wirtuoz skrzypiec pochodzenia żydowskiego (zm. 2001)
- 23 lipca – Amália Rodrigues, portugalska śpiewaczka fado (zm. 1999)
- 29 lipca – Herbert Kegel, niemiecki dyrygent (zm. 1990)
- 30 lipca
  - Władysław Pogoda, polski skrzypek i śpiewak ludowy (zm. 2018)
  - Włodzimierz Tomaszczuk, polski flecista orkiestrowy (zm. 1974)
- 31 lipca – Walter Arlen, amerykański kompozytor, krytyk muzyczny i pedagog (zm. 2023)
- 1 sierpnia – Krystyna Kotowicz, polska pianistka, pracownik dydaktyczny Akademii Muzycznej im. Fryderyka Chopina w Warszawie, dama orderów (zm. 2017)
- 3 sierpnia – Charlie Shavers, amerykański trębacz jazzowy, kompozytor i aranżer (zm. 1971)
- 17 sierpnia – Maureen O’Hara, amerykańska aktorka filmowa i piosenkarka pochodzenia irlandzkiego (zm. 2015)
- 26 sierpnia – Stefan Stuligrosz, polski dyrygent chórów, twórca Chóru Chłopięco-Męskiego Poznańskie Słowiki, kompozytor (zm. 2012)
- 28 sierpnia – Giorgio Consolini, włoski piosenkarz, zwycięzca Festiwalu Piosenki Włoskiej w San Remo (1954) (zm. 2012)
- 29 sierpnia – Charlie Parker, amerykański muzyk jazzowy (zm. 1995)
- 7 września – Al Caiola, amerykański gitarzysta (zm. 2016)
- 19 września – Karen Chaczaturian, ormiański kompozytor (zm. 2011)
- 23 września – Aleksandr Harutiunian, ormiański kompozytor (zm. 2012)
- 27 września – Krystyna Wilkowska-Chomińska, polska muzykolog (zm. 2003)
- 29 września – Václav Neumann, czeski dyrygent (zm. 1995)
- 30 września – Joe Mudele, brytyjski basista jazzowy (zm. 2014)
- 5 października – Vincent DeRosa, amerykański waltornista, muzyk studyjny (zm. 2022)
- 9 października – Yusef Lateef, amerykański multiinstrumentalista jazzowy, kompozytor i pedagog (zm. 2013)
- 18 października – Melina Mercouri, grecka piosenkarka, aktorka, polityk (zm. 1994)
- 20 października – Claire Barry, amerykańska piosenkarka jazzowa żydowskiego pochodzenia, znana z duetu The Barry Sisters (zm. 2014)
- 25 października – Edmund Kossowski, polski śpiewak operowy (bas), pedagog (zm. 2002)
- 26 października – Radomir Reszke, polski dyrygent, kompozytor i pedagog muzyczny (zm. 2012)
- 28 października – Claramae Turner, amerykańska śpiewaczka operowa (kontralt) (zm. 2013)
- 30 października – Bolesław Jankowski, polska śpiewak, reżyser operowy, pedagog, dyrektor teatrów (zm. 2003)
- 4 listopada – Jarosław Lisakowski, polski etnomuzykolog (zm. 2012)
- 6 listopada – Nicola Rossi-Lemeni, włoski śpiewak operowy (bas) (zm. 1991)
- 13 listopada – Guillermina Bravo, meksykańska tancerka, choreograf i dyrektor baletu (zm. 2013)
- 20 listopada – Armin Schibler, szwajcarski kompozytor (zm. 1986)
- 29 listopada – Vittoria Calma, polska sopranistka dramatyczna (zm. 2007)
- 2 grudnia – Géo Voumard, szwajcarski pianista jazzowy (zm. 2008)
- 6 grudnia – Dave Brubeck, amerykański pianista i kompozytor jazzowy (zm. 2012)
- 13 grudnia – Willa Ward, amerykańska piosenkarka gospel (zm. 2012)
- 14 grudnia – Clark Terry, amerykański trębacz jazzowy, pionier jazzowej gry na flugelhornie, wokalista, bandlider, kompozytor i nauczyciel jazzu (zm. 2015)
- 17 grudnia – Eugenia Szaniawska-Wysocka, polska artystka śpiewaczka (sopran), pedagog (zm. 2007)
- 18 grudnia
  - Walerian Pawłowski, polski dyrygent, kompozytor (zm. 2004)
  - Rita Streich, niemiecka śpiewaczka operowa (sopran) (zm. 1987)
- 19 grudnia – Little Jimmy Dickens, amerykański piosenkarz i muzyk country (zm. 2015)
- 26 grudnia – Maurice Gendron, francuski wiolonczelista i dyrygent (zm. 1990)

## Zmarli
- 8 stycznia – Maud Powell, amerykańska skrzypaczka (ur. 1867)
- 16 stycznia – Reginald De Koven, amerykański krytyk muzyczny i kompozytor (ur. 1859)
- 20 stycznia – Giovanni Capurro, włoski poeta i autor tekstów pieśni, m.in. „’O sole mio” (ur. 1859)
- 11 lutego – Gaby Deslys, francuska aktorka, piosenkarka i tancerka (ur. 1881)
- 12 lutego – Émile Sauret, francuski skrzypek i kompozytor (ur. 1852)
- 23 lutego – Aleksandr Iljinski, rosyjski kompozytor (ur. 1859)
- 21 marca – Adolf Gużewski, polski kompozytor, pianista, dyrygent orkiestr symfonicznych i pedagog (ur. 1874)
- 8 kwietnia – Charles Tomlinson Griffes, amerykański kompozytor i pianista (ur. 1884)
- 19 kwietnia – Mathilde Mallinger, chorwacka śpiewaczka operowa (sopran) (ur. 1847)
- 19 maja – Mieczysław Malcz, polski lekarz, miłośnik muzyki i kompozytor (ur. 1838)
- 25 maja – Georg Jarno, węgierski kompozytor operetkowy (ur. 1868)
- 3 sierpnia – Peeter Süda, estoński kompozytor i organista (ur. 1883)
- 20 września – Adam Józef Karasiński, polski kompozytor, skrzypek i pianista (ur. 1868)
- 2 października – Max Bruch, niemiecki kompozytor i dyrygent (ur. 1838)
- 9 października – Selma Krongold, polska śpiewaczka operowa (sopran) pochodzenia żydowskiego (ur. 1861)
- 16 października – Alberto Nepomuceno, brazylijski kompozytor i dyrygent (ur. 1864)
- 6 grudnia – Karel Kovařovic, czeski kompozytor i dyrygent (ur. 1862)

Data dzienna nieznana
- Adam Andrzejowski, polski skrzypek, kompozytor i pedagog (ur. 1880)